# Liste des coureurs du Tour de France 2020
Cet article dresse la liste des coureurs du Tour de France 2020. Les 176 coureurs sont répartis en 22 équipes.

## Liste des participants
| Légende                             | Légende                                                                                         | Légende                                | Légende                                                                                                  |
| ----------------------------------- | ----------------------------------------------------------------------------------------------- | -------------------------------------- | --- |
| Num                                 | Dossard de départ porté par le coureur sur ce Tour de France                                    | Pos                                    | Position finale au classement général                                                                    |
| Leader du classement général        | Indique le vainqueur du classement général                                                      | Leader du classement par points        | Indique le vainqueur du classement par points                                                            |
| Leader du classement de la montagne | Indique le vainqueur du classement de la montagne                                               | Leader du classement du meilleur jeune | Indique le vainqueur du classement du meilleur jeune                                                     |
| Meilleure équipe                    | Indique la meilleure équipe                                                                     | Super combatif                         | Indique le super combatif                                                                                |
|                                     | Indique un maillot de champion national ou mondial, suivi de sa spécialité                      | NP                                     | Indique un coureur qui n'a pas pris le départ d'une étape, suivi du numéro de l'étape où il s'est retiré |
| AB                                  | Indique un coureur qui n'a pas terminé une étape, suivi du numéro de l'étape où il s'est retiré | HD                                     | Indique un coureur qui a terminé une étape hors des délais, suivi du numéro de l'étape                   |
| EX                                  | Coureur exclu pour non-respect du règlement, suivi du numéro de l'étape                         | *                                      | Indique un coureur en lice pour le classement du meilleur jeune (coureurs nés après le 1er janvier 1995) |

| Ineos Grenadiers IGD | Ineos Grenadiers IGD       | Ineos Grenadiers IGD |
| -------------------- | -------------------------- | -------------------- |
| Num                  | Coureur                    | Pos                  |
| 1                    | Egan Bernal (COL)          | NP-17                |
| 2                    | Andrey Amador (CRC)        | 77e                  |
| 3                    | Richard Carapaz (ECU)      | 13e                  |
| 4                    | Jonathan Castroviejo (ESP) | NP-19                |
| 5                    | Michał Kwiatkowski (POL)   | 30e                  |
| 6                    | Luke Rowe (GBR)            | 129e                 |
| 7                    | Pavel Sivakov (RUS)        | 87e                  |
| 8                    | Dylan van Baarle (NED)     | 59e                  |

| Jumbo-Visma TJV | Jumbo-Visma TJV              | Jumbo-Visma TJV |
| --------------- | ---------------------------- | --------------- |
| Num             | Coureur                      | Pos             |
| 11              | Primož Roglič (SLO) (route)  | 2e              |
| 12              | George Bennett (NZL)         | 34e             |
| 13              | Amund Grøndahl Jansen (NOR)  | 128e            |
| 14              | Tom Dumoulin (NED)           | 7e              |
| 15              | Robert Gesink (NED)          | 42e             |
| 16              | Sepp Kuss (USA)              | 15e             |
| 17              | Tony Martin (GER)            | 118e            |
| 18              | Wout van Aert (BEL) (chrono) | 20e             |

| Bora-Hansgrohe BOH | Bora-Hansgrohe BOH          | Bora-Hansgrohe BOH |
| ------------------ | --------------------------- | ------------------ |
| Num                | Coureur                     | Pos                |
| 21                 | Peter Sagan (SVK)           | 84e                |
| 22                 | Emanuel Buchmann (GER)      | 38e                |
| 23                 | Felix Großschartner (AUT)   | 63e                |
| 24                 | Lennard Kämna (GER)         | 33e                |
| 25                 | Gregor Mühlberger (AUT)     | AB-11              |
| 26                 | Daniel Oss (ITA)            | 105e               |
| 27                 | Lukas Pöstlberger (AUT)     | AB-19              |
| 28                 | Maximilian Schachmann (GER) | 57e                |

| AG2R La Mondiale ALM | AG2R La Mondiale ALM    | AG2R La Mondiale ALM |
| -------------------- | ----------------------- | -------------------- |
| Num                  | Coureur                 | Pos                  |
| 31                   | Romain Bardet (FRA)     | NP-14                |
| 32                   | Mikaël Cherel (FRA)     | 26e                  |
| 33                   | Benoît Cosnefroy (FRA)  | 116e                 |
| 34                   | Pierre Latour (FRA)     | AB-14                |
| 35                   | Oliver Naesen (BEL)     | 61e                  |
| 36                   | Nans Peters (FRA)       | 65e                  |
| 37                   | Clément Venturini (FRA) | 104e                 |
| 38                   | Alexis Vuillermoz (FRA) | 35e                  |

| Deceuninck-Quick Step DQT | Deceuninck-Quick Step DQT              | Deceuninck-Quick Step DQT |
| ------------------------- | -------------------------------------- | ------------------------- |
| Num                       | Coureur                                | Pos                       |
| 41                        | Julian Alaphilippe (FRA)               | 36e                       |
| 42                        | Kasper Asgreen (DEN) (route et chrono) | 114e                      |
| 43                        | Sam Bennett (IRL) (route)              | 138e                      |
| 44                        | Rémi Cavagna (FRA) (chrono)            | 113e                      |
| 45                        | Tim Declercq (BEL)                     | 127e                      |
| 46                        | Dries Devenyns (BEL)                   | 90e                       |
| 47                        | Bob Jungels (LUX) (chrono)             | 43e                       |
| 48                        | Michael Mørkøv (DEN)                   | 130e                      |

| Groupama-FDJ GFC | Groupama-FDJ GFC                    | Groupama-FDJ GFC |
| ---------------- | ----------------------------------- | ---------------- |
| Num              | Coureur                             | Pos              |
| 51               | Thibaut Pinot (FRA)                 | 29e              |
| 52               | William Bonnet (FRA)                | AB-8             |
| 53               | David Gaudu (FRA)                   | AB-16            |
| 54               | Stefan Küng (SUI) (chrono)          | NP-17            |
| 55               | Matthieu Ladagnous (FRA)            | 94e              |
| 56               | Valentin Madouas (FRA)              | 27e              |
| 57               | Rudy Molard (FRA)                   | 39e              |
| 58               | Sébastien Reichenbach (SUI) (route) | 24e              |

| Bahrain McLaren TBM | Bahrain McLaren TBM         | Bahrain McLaren TBM |
| ------------------- | --------------------------- | ------------------- |
| Num                 | Coureur                     | Pos                 |
| 61                  | Mikel Landa (ESP)           | 4e                  |
| 62                  | Pello Bilbao (ESP) (chrono) | 16e                 |
| 63                  | Damiano Caruso (ITA)        | 10e                 |
| 64                  | Sonny Colbrelli (ITA)       | 93e                 |
| 65                  | Marco Haller (AUT)          | 143e                |
| 66                  | Matej Mohorič (SLO)         | 76e                 |
| 67                  | Wout Poels (NED)            | 110e                |
| 68                  | Rafael Valls (ESP)          | NP-2                |

| EF Pro Cycling EF1 | EF Pro Cycling EF1             | EF Pro Cycling EF1 |
| ------------------ | ------------------------------ | ------------------ |
| Num                | Coureur                        | Pos                |
| 71                 | Rigoberto Urán (COL)           | 8e                 |
| 72                 | Alberto Bettiol (ITA)          | 62e                |
| 73                 | Hugh Carthy (GBR)              | 37e                |
| 74                 | Sergio Higuita (COL) (route)   | AB-15              |
| 75                 | Jens Keukeleire (BEL)          | 89e                |
| 76                 | Daniel Martínez (COL) (chrono) | 28e                |
| 77                 | Neilson Powless (USA)          | 56e                |
| 78                 | Tejay van Garderen (USA)       | 91e                |

| Arkéa-Samsic ARK | Arkéa-Samsic ARK     | Arkéa-Samsic ARK |
| ---------------- | -------------------- | ---------------- |
| Num              | Coureur              | Pos              |
| 81               | Nairo Quintana (COL) | 17e              |
| 82               | Winner Anacona (COL) | 66e              |
| 83               | Warren Barguil (FRA) | 14e              |
| 84               | Kévin Ledanois (FRA) | 102e             |
| 85               | Dayer Quintana (COL) | 95e              |
| 86               | Diego Rosa (ITA)     | AB-8             |
| 87               | Clément Russo (FRA)  | 133e             |
| 88               | Connor Swift (GBR)   | 106e             |

| Movistar Team MOV | Movistar Team MOV        | Movistar Team MOV |
| ----------------- | ------------------------ | ----------------- |
| Num               | Coureur                  | Pos               |
| 91                | Alejandro Valverde (ESP) | 12e               |
| 92                | Dario Cataldo (ITA)      | 80e               |
| 93                | Imanol Erviti (ESP)      | 74e               |
| 94                | Enric Mas (ESP)          | 5e                |
| 95                | Nélson Oliveira (POR)    | 55e               |
| 96                | José Joaquín Rojas (ESP) | 70e               |
| 97                | Marc Soler (ESP)         | 21e               |
| 98                | Carlos Verona (ESP)      | 19e               |

| Trek-Segafredo TFS | Trek-Segafredo TFS          | Trek-Segafredo TFS |
| ------------------ | --------------------------- | ------------------ |
| Num                | Coureur                     | Pos                |
| 101                | Richie Porte (AUS)          | 3e                 |
| 102                | Niklas Eg (DEN)             | 51e                |
| 103                | Kenny Elissonde (FRA)       | 25e                |
| 104                | Bauke Mollema (NED)         | AB-13              |
| 105                | Mads Pedersen (DEN) (route) | 124e               |
| 106                | Toms Skujiņš (LAT) (route)  | 81e                |
| 107                | Jasper Stuyven (BEL)        | 71e                |
| 108                | Edward Theuns (BEL)         | 119e               |

| CCC Team CCC | CCC Team CCC               | CCC Team CCC |
| ------------ | -------------------------- | ------------ |
| Num          | Coureur                    | Pos          |
| 111          | Greg Van Avermaet (BEL)    | 50e          |
| 112          | Alessandro De Marchi (ITA) | 100e         |
| 113          | Simon Geschke (GER)        | 48e          |
| 114          | Jan Hirt (CZE)             | 67e          |
| 115          | Jonas Koch (GER)           | 125e         |
| 116          | Michael Schär (SUI)        | 69e          |
| 117          | Matteo Trentin (ITA)       | 79e          |
| 118          | Ilnur Zakarin (RUS)        | AB-12        |

| Cofidis COF | Cofidis COF               | Cofidis COF |
| ----------- | ------------------------- | ----------- |
| Num         | Coureur                   | Pos         |
| 121         | Guillaume Martin (FRA)    | 11e         |
| 122         | Simone Consonni (ITA)     | 112e        |
| 123         | Nicolas Edet (FRA)        | 49e         |
| 124         | Jesús Herrada (ESP)       | 44e         |
| 125         | Christophe Laporte (FRA)  | 107e        |
| 126         | Anthony Perez (FRA)       | AB-3        |
| 127         | Pierre-Luc Périchon (FRA) | 86e         |
| 128         | Elia Viviani (ITA)        | 135e        |

| UAE Team Emirates UAD | UAE Team Emirates UAD        | UAE Team Emirates UAD |
| --------------------- | ---------------------------- | --------------------- |
| Num                   | Coureur                      | Pos                   |
| 131                   | Tadej Pogačar (SLO) (chrono) | 1er                   |
| 132                   | Fabio Aru (ITA)              | AB-9                  |
| 133                   | David de la Cruz (ESP)       | 72e                   |
| 134                   | Davide Formolo (ITA)         | NP-11                 |
| 135                   | Alexander Kristoff (NOR)     | 132e                  |
| 136                   | Vegard Stake Laengen (NOR)   | 82e                   |
| 137                   | Marco Marcato (ITA)          | 111e                  |
| 138                   | Jan Polanc (SLO)             | 40e                   |

| Astana AST | Astana AST                              | Astana AST |
| ---------- | --------------------------------------- | ---------- |
| Num        | Coureur                                 | Pos        |
| 141        | Miguel Ángel López (COL)                | 6e         |
| 142        | Omar Fraile (ESP)                       | 60e        |
| 143        | Hugo Houle (CAN)                        | 47e        |
| 144        | Gorka Izagirre (ESP)                    | 22e        |
| 145        | Ion Izagirre (ESP)                      | AB-11      |
| 146        | Alexey Lutsenko (KAZ) (route et chrono) | 46e        |
| 147        | Luis León Sánchez (ESP) (route)         | 32e        |
| 148        | Harold Tejada (COL)                     | 45e        |

| Lotto-Soudal LTS | Lotto-Soudal LTS       | Lotto-Soudal LTS |
| ---------------- | ---------------------- | ---------------- |
| Num              | Coureur                | Pos              |
| 151              | Caleb Ewan (AUS)       | 144e             |
| 152              | Steff Cras (BEL)       | AB-9             |
| 153              | Jasper De Buyst (BEL)  | 142e             |
| 154              | Thomas De Gendt (BEL)  | 52e              |
| 155              | John Degenkolb (GER)   | HD-1             |
| 156              | Frederik Frison (BEL)  | 145e             |
| 157              | Philippe Gilbert (BEL) | NP-2             |
| 158              | Roger Kluge (GER)      | 146e             |

| Mitchelton-Scott MTS | Mitchelton-Scott MTS          | Mitchelton-Scott MTS |
| -------------------- | ----------------------------- | -------------------- |
| Num                  | Coureur                       | Pos                  |
| 161                  | Adam Yates (GBR)              | 9e                   |
| 162                  | Jack Bauer (NZL)              | 83e                  |
| 163                  | Sam Bewley (NZL)              | AB-10                |
| 164                  | Esteban Chaves (COL)          | 23e                  |
| 165                  | Daryl Impey (RSA) (chrono)    | 97e                  |
| 166                  | Christopher Juul Jensen (DEN) | 99e                  |
| 167                  | Luka Mezgec (SLO)             | 88e                  |
| 168                  | Mikel Nieve (ESP)             | AB-17                |

| Israel Start-Up Nation ISN | Israel Start-Up Nation ISN     | Israel Start-Up Nation ISN |
| -------------------------- | ------------------------------ | -------------------------- |
| Num                        | Coureur                        | Pos                        |
| 171                        | Dan Martin (IRL)               | 41e                        |
| 172                        | André Greipel (GER)            | AB-18                      |
| 173                        | Ben Hermans (BEL)              | 68e                        |
| 174                        | Hugo Hofstetter (FRA)          | 115e                       |
| 175                        | Krists Neilands (LAT) (chrono) | 85e                        |
| 176                        | Guy Niv (ISR) (chrono)         | 139e                       |
| 177                        | Nils Politt (GER)              | 120e                       |
| 178                        | Tom Van Asbroeck (BEL)         | 98e                        |

| Total Direct Énergie TDE | Total Direct Énergie TDE | Total Direct Énergie TDE |
| ------------------------ | ------------------------ | ------------------------ |
| Num                      | Coureur                  | Pos                      |
| 181                      | Niccolò Bonifazio (ITA)  | 141e                     |
| 182                      | Mathieu Burgaudeau (FRA) | 131e                     |
| 183                      | Lilian Calmejane (FRA)   | AB-8                     |
| 184                      | Jérôme Cousin (FRA)      | HD-16                    |
| 185                      | Fabien Grellier (FRA)    | 117e                     |
| 186                      | Romain Sicard (FRA)      | 31e                      |
| 187                      | Geoffrey Soupe (FRA)     | 123e                     |
| 188                      | Anthony Turgis (FRA)     | 108e                     |

| NTT Pro Cycling NTT | NTT Pro Cycling NTT           | NTT Pro Cycling NTT |
| ------------------- | ----------------------------- | ------------------- |
| Num                 | Coureur                       | Pos                 |
| 191                 | Giacomo Nizzolo (ITA) (route) | AB-8                |
| 192                 | Edvald Boasson Hagen (NOR)    | 101e                |
| 193                 | Ryan Gibbons (RSA) (route)    | 121e                |
| 194                 | Michael Gogl (AUT)            | NP-19               |
| 195                 | Michael Valgren (DEN)         | 73e                 |
| 196                 | Roman Kreuziger (CZE)         | 109e                |
| 197                 | Domenico Pozzovivo (ITA)      | NP-10               |
| 198                 | Max Walscheid (GER)           | 134e                |

| Team Sunweb SUN | Team Sunweb SUN            | Team Sunweb SUN |
| --------------- | -------------------------- | --------------- |
| Num             | Coureur                    | Pos             |
| 201             | Tiesj Benoot (BEL)         | 75e             |
| 202             | Nikias Arndt (GER)         | 126e            |
| 203             | Cees Bol (NED)             | 140e            |
| 204             | Marc Hirschi (SUI)         | 54e             |
| 205             | Søren Kragh Andersen (DEN) | 58e             |
| 206             | Joris Nieuwenhuis (NED)    | 103e            |
| 207             | Casper Pedersen (DEN)      | 92e             |
| 208             | Nicolas Roche (IRL)        | 64e             |

| B&B Hotels-Vital Concept p/b KTM BVC | B&B Hotels-Vital Concept p/b KTM BVC | B&B Hotels-Vital Concept p/b KTM BVC |
| ------------------------------------ | ------------------------------------ | ------------------------------------ |
| Num                                  | Coureur                              | Pos                                  |
| 211                                  | Bryan Coquard (FRA)                  | 122e                                 |
| 212                                  | Cyril Barthe (FRA)                   | 96e                                  |
| 213                                  | Maxime Chevalier (FRA)               | 136e                                 |
| 214                                  | Jens Debusschere (BEL)               | HD-17                                |
| 215                                  | Cyril Gautier (FRA)                  | 78e                                  |
| 216                                  | Quentin Pacher (FRA)                 | 53e                                  |
| 217                                  | Kévin Réza (FRA)                     | 137e                                 |
| 218                                  | Pierre Rolland (FRA)                 | 18e                                  |

| Ineos Grenadiers IGD | Ineos Grenadiers IGD       | Ineos Grenadiers IGD |
| -------------------- | -------------------------- | -------------------- |
| Num                  | Coureur                    | Pos                  |
| 1                    | Egan Bernal (COL)          | NP-17                |
| 2                    | Andrey Amador (CRC)        | 77e                  |
| 3                    | Richard Carapaz (ECU)      | 13e                  |
| 4                    | Jonathan Castroviejo (ESP) | NP-19                |
| 5                    | Michał Kwiatkowski (POL)   | 30e                  |
| 6                    | Luke Rowe (GBR)            | 129e                 |
| 7                    | Pavel Sivakov (RUS)        | 87e                  |
| 8                    | Dylan van Baarle (NED)     | 59e                  |

| Jumbo-Visma TJV | Jumbo-Visma TJV              | Jumbo-Visma TJV |
| --------------- | ---------------------------- | --------------- |
| Num             | Coureur                      | Pos             |
| 11              | Primož Roglič (SLO) (route)  | 2e              |
| 12              | George Bennett (NZL)         | 34e             |
| 13              | Amund Grøndahl Jansen (NOR)  | 128e            |
| 14              | Tom Dumoulin (NED)           | 7e              |
| 15              | Robert Gesink (NED)          | 42e             |
| 16              | Sepp Kuss (USA)              | 15e             |
| 17              | Tony Martin (GER)            | 118e            |
| 18              | Wout van Aert (BEL) (chrono) | 20e             |

| Bora-Hansgrohe BOH | Bora-Hansgrohe BOH          | Bora-Hansgrohe BOH |
| ------------------ | --------------------------- | ------------------ |
| Num                | Coureur                     | Pos                |
| 21                 | Peter Sagan (SVK)           | 84e                |
| 22                 | Emanuel Buchmann (GER)      | 38e                |
| 23                 | Felix Großschartner (AUT)   | 63e                |
| 24                 | Lennard Kämna (GER)         | 33e                |
| 25                 | Gregor Mühlberger (AUT)     | AB-11              |
| 26                 | Daniel Oss (ITA)            | 105e               |
| 27                 | Lukas Pöstlberger (AUT)     | AB-19              |
| 28                 | Maximilian Schachmann (GER) | 57e                |

| AG2R La Mondiale ALM | AG2R La Mondiale ALM    | AG2R La Mondiale ALM |
| -------------------- | ----------------------- | -------------------- |
| Num                  | Coureur                 | Pos                  |
| 31                   | Romain Bardet (FRA)     | NP-14                |
| 32                   | Mikaël Cherel (FRA)     | 26e                  |
| 33                   | Benoît Cosnefroy (FRA)  | 116e                 |
| 34                   | Pierre Latour (FRA)     | AB-14                |
| 35                   | Oliver Naesen (BEL)     | 61e                  |
| 36                   | Nans Peters (FRA)       | 65e                  |
| 37                   | Clément Venturini (FRA) | 104e                 |
| 38                   | Alexis Vuillermoz (FRA) | 35e                  |

| Deceuninck-Quick Step DQT | Deceuninck-Quick Step DQT              | Deceuninck-Quick Step DQT |
| ------------------------- | -------------------------------------- | ------------------------- |
| Num                       | Coureur                                | Pos                       |
| 41                        | Julian Alaphilippe (FRA)               | 36e                       |
| 42                        | Kasper Asgreen (DEN) (route et chrono) | 114e                      |
| 43                        | Sam Bennett (IRL) (route)              | 138e                      |
| 44                        | Rémi Cavagna (FRA) (chrono)            | 113e                      |
| 45                        | Tim Declercq (BEL)                     | 127e                      |
| 46                        | Dries Devenyns (BEL)                   | 90e                       |
| 47                        | Bob Jungels (LUX) (chrono)             | 43e                       |
| 48                        | Michael Mørkøv (DEN)                   | 130e                      |

| Groupama-FDJ GFC | Groupama-FDJ GFC                    | Groupama-FDJ GFC |
| ---------------- | ----------------------------------- | ---------------- |
| Num              | Coureur                             | Pos              |
| 51               | Thibaut Pinot (FRA)                 | 29e              |
| 52               | William Bonnet (FRA)                | AB-8             |
| 53               | David Gaudu (FRA)                   | AB-16            |
| 54               | Stefan Küng (SUI) (chrono)          | NP-17            |
| 55               | Matthieu Ladagnous (FRA)            | 94e              |
| 56               | Valentin Madouas (FRA)              | 27e              |
| 57               | Rudy Molard (FRA)                   | 39e              |
| 58               | Sébastien Reichenbach (SUI) (route) | 24e              |

| Bahrain McLaren TBM | Bahrain McLaren TBM         | Bahrain McLaren TBM |
| ------------------- | --------------------------- | ------------------- |
| Num                 | Coureur                     | Pos                 |
| 61                  | Mikel Landa (ESP)           | 4e                  |
| 62                  | Pello Bilbao (ESP) (chrono) | 16e                 |
| 63                  | Damiano Caruso (ITA)        | 10e                 |
| 64                  | Sonny Colbrelli (ITA)       | 93e                 |
| 65                  | Marco Haller (AUT)          | 143e                |
| 66                  | Matej Mohorič (SLO)         | 76e                 |
| 67                  | Wout Poels (NED)            | 110e                |
| 68                  | Rafael Valls (ESP)          | NP-2                |

| EF Pro Cycling EF1 | EF Pro Cycling EF1             | EF Pro Cycling EF1 |
| ------------------ | ------------------------------ | ------------------ |
| Num                | Coureur                        | Pos                |
| 71                 | Rigoberto Urán (COL)           | 8e                 |
| 72                 | Alberto Bettiol (ITA)          | 62e                |
| 73                 | Hugh Carthy (GBR)              | 37e                |
| 74                 | Sergio Higuita (COL) (route)   | AB-15              |
| 75                 | Jens Keukeleire (BEL)          | 89e                |
| 76                 | Daniel Martínez (COL) (chrono) | 28e                |
| 77                 | Neilson Powless (USA)          | 56e                |
| 78                 | Tejay van Garderen (USA)       | 91e                |

| Arkéa-Samsic ARK | Arkéa-Samsic ARK     | Arkéa-Samsic ARK |
| ---------------- | -------------------- | ---------------- |
| Num              | Coureur              | Pos              |
| 81               | Nairo Quintana (COL) | 17e              |
| 82               | Winner Anacona (COL) | 66e              |
| 83               | Warren Barguil (FRA) | 14e              |
| 84               | Kévin Ledanois (FRA) | 102e             |
| 85               | Dayer Quintana (COL) | 95e              |
| 86               | Diego Rosa (ITA)     | AB-8             |
| 87               | Clément Russo (FRA)  | 133e             |
| 88               | Connor Swift (GBR)   | 106e             |

| Movistar Team MOV | Movistar Team MOV        | Movistar Team MOV |
| ----------------- | ------------------------ | ----------------- |
| Num               | Coureur                  | Pos               |
| 91                | Alejandro Valverde (ESP) | 12e               |
| 92                | Dario Cataldo (ITA)      | 80e               |
| 93                | Imanol Erviti (ESP)      | 74e               |
| 94                | Enric Mas (ESP)          | 5e                |
| 95                | Nélson Oliveira (POR)    | 55e               |
| 96                | José Joaquín Rojas (ESP) | 70e               |
| 97                | Marc Soler (ESP)         | 21e               |
| 98                | Carlos Verona (ESP)      | 19e               |

| Trek-Segafredo TFS | Trek-Segafredo TFS          | Trek-Segafredo TFS |
| ------------------ | --------------------------- | ------------------ |
| Num                | Coureur                     | Pos                |
| 101                | Richie Porte (AUS)          | 3e                 |
| 102                | Niklas Eg (DEN)             | 51e                |
| 103                | Kenny Elissonde (FRA)       | 25e                |
| 104                | Bauke Mollema (NED)         | AB-13              |
| 105                | Mads Pedersen (DEN) (route) | 124e               |
| 106                | Toms Skujiņš (LAT) (route)  | 81e                |
| 107                | Jasper Stuyven (BEL)        | 71e                |
| 108                | Edward Theuns (BEL)         | 119e               |

| CCC Team CCC | CCC Team CCC               | CCC Team CCC |
| ------------ | -------------------------- | ------------ |
| Num          | Coureur                    | Pos          |
| 111          | Greg Van Avermaet (BEL)    | 50e          |
| 112          | Alessandro De Marchi (ITA) | 100e         |
| 113          | Simon Geschke (GER)        | 48e          |
| 114          | Jan Hirt (CZE)             | 67e          |
| 115          | Jonas Koch (GER)           | 125e         |
| 116          | Michael Schär (SUI)        | 69e          |
| 117          | Matteo Trentin (ITA)       | 79e          |
| 118          | Ilnur Zakarin (RUS)        | AB-12        |

| Cofidis COF | Cofidis COF               | Cofidis COF |
| ----------- | ------------------------- | ----------- |
| Num         | Coureur                   | Pos         |
| 121         | Guillaume Martin (FRA)    | 11e         |
| 122         | Simone Consonni (ITA)     | 112e        |
| 123         | Nicolas Edet (FRA)        | 49e         |
| 124         | Jesús Herrada (ESP)       | 44e         |
| 125         | Christophe Laporte (FRA)  | 107e        |
| 126         | Anthony Perez (FRA)       | AB-3        |
| 127         | Pierre-Luc Périchon (FRA) | 86e         |
| 128         | Elia Viviani (ITA)        | 135e        |

| UAE Team Emirates UAD | UAE Team Emirates UAD        | UAE Team Emirates UAD |
| --------------------- | ---------------------------- | --------------------- |
| Num                   | Coureur                      | Pos                   |
| 131                   | Tadej Pogačar (SLO) (chrono) | 1er                   |
| 132                   | Fabio Aru (ITA)              | AB-9                  |
| 133                   | David de la Cruz (ESP)       | 72e                   |
| 134                   | Davide Formolo (ITA)         | NP-11                 |
| 135                   | Alexander Kristoff (NOR)     | 132e                  |
| 136                   | Vegard Stake Laengen (NOR)   | 82e                   |
| 137                   | Marco Marcato (ITA)          | 111e                  |
| 138                   | Jan Polanc (SLO)             | 40e                   |

| Astana AST | Astana AST                              | Astana AST |
| ---------- | --------------------------------------- | ---------- |
| Num        | Coureur                                 | Pos        |
| 141        | Miguel Ángel López (COL)                | 6e         |
| 142        | Omar Fraile (ESP)                       | 60e        |
| 143        | Hugo Houle (CAN)                        | 47e        |
| 144        | Gorka Izagirre (ESP)                    | 22e        |
| 145        | Ion Izagirre (ESP)                      | AB-11      |
| 146        | Alexey Lutsenko (KAZ) (route et chrono) | 46e        |
| 147        | Luis León Sánchez (ESP) (route)         | 32e        |
| 148        | Harold Tejada (COL)                     | 45e        |

| Lotto-Soudal LTS | Lotto-Soudal LTS       | Lotto-Soudal LTS |
| ---------------- | ---------------------- | ---------------- |
| Num              | Coureur                | Pos              |
| 151              | Caleb Ewan (AUS)       | 144e             |
| 152              | Steff Cras (BEL)       | AB-9             |
| 153              | Jasper De Buyst (BEL)  | 142e             |
| 154              | Thomas De Gendt (BEL)  | 52e              |
| 155              | John Degenkolb (GER)   | HD-1             |
| 156              | Frederik Frison (BEL)  | 145e             |
| 157              | Philippe Gilbert (BEL) | NP-2             |
| 158              | Roger Kluge (GER)      | 146e             |

| Mitchelton-Scott MTS | Mitchelton-Scott MTS          | Mitchelton-Scott MTS |
| -------------------- | ----------------------------- | -------------------- |
| Num                  | Coureur                       | Pos                  |
| 161                  | Adam Yates (GBR)              | 9e                   |
| 162                  | Jack Bauer (NZL)              | 83e                  |
| 163                  | Sam Bewley (NZL)              | AB-10                |
| 164                  | Esteban Chaves (COL)          | 23e                  |
| 165                  | Daryl Impey (RSA) (chrono)    | 97e                  |
| 166                  | Christopher Juul Jensen (DEN) | 99e                  |
| 167                  | Luka Mezgec (SLO)             | 88e                  |
| 168                  | Mikel Nieve (ESP)             | AB-17                |

| Israel Start-Up Nation ISN | Israel Start-Up Nation ISN     | Israel Start-Up Nation ISN |
| -------------------------- | ------------------------------ | -------------------------- |
| Num                        | Coureur                        | Pos                        |
| 171                        | Dan Martin (IRL)               | 41e                        |
| 172                        | André Greipel (GER)            | AB-18                      |
| 173                        | Ben Hermans (BEL)              | 68e                        |
| 174                        | Hugo Hofstetter (FRA)          | 115e                       |
| 175                        | Krists Neilands (LAT) (chrono) | 85e                        |
| 176                        | Guy Niv (ISR) (chrono)         | 139e                       |
| 177                        | Nils Politt (GER)              | 120e                       |
| 178                        | Tom Van Asbroeck (BEL)         | 98e                        |

| Total Direct Énergie TDE | Total Direct Énergie TDE | Total Direct Énergie TDE |
| ------------------------ | ------------------------ | ------------------------ |
| Num                      | Coureur                  | Pos                      |
| 181                      | Niccolò Bonifazio (ITA)  | 141e                     |
| 182                      | Mathieu Burgaudeau (FRA) | 131e                     |
| 183                      | Lilian Calmejane (FRA)   | AB-8                     |
| 184                      | Jérôme Cousin (FRA)      | HD-16                    |
| 185                      | Fabien Grellier (FRA)    | 117e                     |
| 186                      | Romain Sicard (FRA)      | 31e                      |
| 187                      | Geoffrey Soupe (FRA)     | 123e                     |
| 188                      | Anthony Turgis (FRA)     | 108e                     |

| NTT Pro Cycling NTT | NTT Pro Cycling NTT           | NTT Pro Cycling NTT |
| ------------------- | ----------------------------- | ------------------- |
| Num                 | Coureur                       | Pos                 |
| 191                 | Giacomo Nizzolo (ITA) (route) | AB-8                |
| 192                 | Edvald Boasson Hagen (NOR)    | 101e                |
| 193                 | Ryan Gibbons (RSA) (route)    | 121e                |
| 194                 | Michael Gogl (AUT)            | NP-19               |
| 195                 | Michael Valgren (DEN)         | 73e                 |
| 196                 | Roman Kreuziger (CZE)         | 109e                |
| 197                 | Domenico Pozzovivo (ITA)      | NP-10               |
| 198                 | Max Walscheid (GER)           | 134e                |

| Team Sunweb SUN | Team Sunweb SUN            | Team Sunweb SUN |
| --------------- | -------------------------- | --------------- |
| Num             | Coureur                    | Pos             |
| 201             | Tiesj Benoot (BEL)         | 75e             |
| 202             | Nikias Arndt (GER)         | 126e            |
| 203             | Cees Bol (NED)             | 140e            |
| 204             | Marc Hirschi (SUI)         | 54e             |
| 205             | Søren Kragh Andersen (DEN) | 58e             |
| 206             | Joris Nieuwenhuis (NED)    | 103e            |
| 207             | Casper Pedersen (DEN)      | 92e             |
| 208             | Nicolas Roche (IRL)        | 64e             |

| B&B Hotels-Vital Concept p/b KTM BVC | B&B Hotels-Vital Concept p/b KTM BVC | B&B Hotels-Vital Concept p/b KTM BVC |
| ------------------------------------ | ------------------------------------ | ------------------------------------ |
| Num                                  | Coureur                              | Pos                                  |
| 211                                  | Bryan Coquard (FRA)                  | 122e                                 |
| 212                                  | Cyril Barthe (FRA)                   | 96e                                  |
| 213                                  | Maxime Chevalier (FRA)               | 136e                                 |
| 214                                  | Jens Debusschere (BEL)               | HD-17                                |
| 215                                  | Cyril Gautier (FRA)                  | 78e                                  |
| 216                                  | Quentin Pacher (FRA)                 | 53e                                  |
| 217                                  | Kévin Réza (FRA)                     | 137e                                 |
| 218                                  | Pierre Rolland (FRA)                 | 18e                                  |

## Coureurs par nationalité
| #     | Nationalité      | Au départ | À l'arrivée | Victoire(s) d'étape                     |
| ----- | ---------------- | --------- | ----------- | --------------------------------------- |
| 1     | France           | 39        | 32          | 2 (Julian Alaphilippe, Nans Peters)     |
| 2     | Belgique         | 17        | 14          | 2 (Wout van Aert)                       |
| 3     | Espagne          | 17        | 13          | -                                       |
| 4     | Italie           | 16        | 11          | -                                       |
| 5     | Allemagne        | 12        | 10          | 1 (Lennard Kämna)                       |
| 6     | Colombie         | 10        | 8           | 2 (Daniel Martínez, Miguel Ángel López) |
| 7     | Danemark         | 8         | 8           | 2 (Søren Kragh Andersen)                |
| 8     | Pays-Bas         | 7         | 6           | -                                       |
| 9     | Autriche         | 5         | 2           | -                                       |
| 10    | Slovénie         | 5         | 5           | 4 (Tadej Pogačar x3, Primož Roglič)     |
| 11    | Norvège          | 4         | 4           | 1 (Alexander Kristoff)                  |
| 12    | Suisse           | 4         | 3           | 1 (Marc Hirschi)                        |
| 13    | Australie        | 3         | 2           | 2 (Caleb Ewan)                          |
| 14    | Royaume-Uni      | 3         | 3           | -                                       |
| 15    | Irlande          | 3         | 3           | 2 (Sam Bennett)                         |
| 16    | Nouvelle-Zélande | 3         | 2           | -                                       |
| 17    | États-Unis       | 3         | 3           | -                                       |
| 18    | Lettonie         | 2         | 2           | -                                       |
| 19    | Russie           | 2         | 1           | -                                       |
| 20    | Tchéquie         | 2         | 2           | -                                       |
| 21    | Afrique du Sud   | 2         | 2           | -                                       |
| 22    | Canada           | 1         | 1           | -                                       |
| 23    | Costa Rica       | 1         | 1           | -                                       |
| 24    | Équateur         | 1         | 1           | -                                       |
| 25    | Israël           | 1         | 1           | -                                       |
| 26    | Kazakhstan       | 1         | 1           | 1 (Alexey Lutsenko)                     |
| 27    | Luxembourg       | 1         | 1           | -                                       |
| 28    | Pologne          | 1         | 1           | 1 (Michał Kwiatkowski)                  |
| 29    | Portugal         | 1         | 1           | -                                       |
| 30    | Slovaquie        | 1         | 1           | -                                       |
| Total | Total            | 176       | 146         | 21                                      |